# Торжественная месса ми мажор (Керубини)
Торже́ственная ме́сса ми мажо́р для четырёх солистов, четырёхголосного хора и оркестра — торжественная месса (лат. missa solemnis) Л. Керубини, сочинённая в 1818 году. Это третья из шести месс, написанных композитором, пока он руководил парижской Королевской капеллой (в эпоху Реставрации). При его жизни никогда не издавалась. Поскольку месса начинается в одноимённом ми миноре, иногда её обозначают этой тональностью.

## Структура
Месса состоит из шести номеров, которые, впрочем, легко разбиваются на отдельные структурные части, хотя резкого перехода между ними почти никогда нет.
- Kyrie написано в традиционной трёхчастной форме, исполняется хором.
  - Kyrie eleison — открывается кратким оркестровым вступлением, сразу же в миноре.
  - Christe eleison — в отличие от того, как это было в предыдущих мессах, построено не на новом материале, а на уже введённом в Kyrie eleison, но в мажоре.
  - Kyrie eleison — повторение первой части, но без оркестрового вступление, и кода.

- Gloria написана сложно, можно выделить пять больших разделов, четвёртый повторяет первый, придавая всему построению гармоничную завершенность. Привлекает внимание отсутствие обычной фуги в конце, вместо которой поставлена лёгкая кода.
  - Gloria in excelsis Deo — двухчастного построения, в форме A-B-A-C (Gloria — Et in terra — Laudamus — каданс).
  - Gratias agimus tibi — рондо A1-B1-A2-B2-A3, чередуются хор и терцет солистов (Gratias — Domine Deus — Deus pater — Domine fili — Domine Deus, Agnus Dei).
  - Qui tollis — традиционно трёхчастно. Чередуются последовательно три солиста и хор.
  - Quoniam tu solus — повторяет Gloria in excelsis Deo с небольшими изменениями в конце.
  - Cum sancto spiritu — кода для солистов и хора в форме A-B-A-B-C, где C — собственно кода.

- Credo состоит из длинной вступительной части (Credo), двух повествовательных (Et incarnatus и Et resurrexit), двух частей, повторяющих в общем музыку первой (Et in spiritum sanctum и Et unam sanctam), и заключительной фуги Amen.
  - Credo in unum Deum — хоровая вступительная часть в медленном темпе, в форме A1-A2-A3-A1 (Credo in unum Deum — Et in unum Dominum — Genitum — Qui propter), чередуются разные части хора (женский — мужской — женский — весь хор). Пройдя через ряд модуляций, тема возвращается к исходной тонике.
  - Et incarnatus est — своеобразное нисхождение с непрерывным музыкальным развитием: поют последовательно три солиста (Et incarnatus — Et homo — Crucifixus). Оркестр умолкает.
  - Et resurrexit — после паузы происходит будто бы взрыв ликования, затем снова, как и положено, pianissimo на «et mortuos». Далее вставлены несколько переходных тактов.
  - Et in spiritum sanctum — квартет солистов. Мелодия отличается от бывшей в Credo in unum Deum, однако окрестровый аккомпанемент всё тот же.
  - Et unam sanctam — на материале Credo in unum Deum.
  - Amen — фугато.

- Sanctus имеет форму A1-B-C-B-A2, где B — Osanna, C — дуэт солистов (женский) Benedictus, A2 — повторение открывающих номер фанфар (вместо «Sanctus» поётся «Osanna»).

- O salutaris hostia не входит в ординарный чин, но присутствует во всех шести последних мессах Керубини.[источник не указан 4824 дня]

- Agnus Dei, как всегда, делится на две части.
  - Agnus Dei — трёхчастный. Два первые обращения открываются валторнами. В них терцету солистов («Agnus Dei») противостоит бас («Miserere nobis»). Третье обращение исполняется хором.
  - Dona nobis pacem — начинается с той же фразы у валторн, которая повторяется два раза, как в Agnus Dei (поёт хор). Затем следует кода.

## Музыка
Характер музыки мессы удивительно разнообразен. Открывающее её Kyrie и его жалобными интонациями, напоминающими едва ли не плач, вполне могло бы сослужить интроитом какому-нибудь реквиему (Керубини окончил свой знаменитый до-минорный реквием всего за два года до написания этой мессы). Следующая затем Gloria выделяется своей бравурностью. Оркестр в ней полнозвучен, обилие ударных уже не поражает (сочинённую всего за двадцать лето до этого Мессу in tempore belli Й. Гайдна окрестили за это «Paukenmesse» — мессой литавр). Музыка переливается, блестит, как бы играя со слушателем — то хор громко поёт «Gloria» (слава), то затаившись, «pax» (мир), то снова, с наскоком, почти выкрикивается по многу раз «Gratias» (благодарения). Появляются наконец солисты (Domine Deus — Господи Боже), обращающиеся к Богу. Хор поддерживает их, и, когда всеобщее единение в молении, казалось бы, доходит до предела, наступает момент Qui tollis (берущий на себя грехи). Наивысшего напряжения музыка достигает на последнем «miserere», разрешаясь в повторение старой темы («Quoniam tu solus»), которая звучит после этого напряжения ещё более громко. Кода в Gloria служит для завершения того объединения солистов с хором, которого не состоялось чуть ранее.
Credo всегда является важнейшей частью мессы. Вместе с тем, это самая сложная её часть для музыкального решения — из-за длинноты текста и его полнейшей ритмической неупорядоченности. Часто её пытаются сократить за счёт быстрого темпа. Керубини поступает иначе. Следуя традиции, он даёт все слова до Et incarnatus сразу. В размеренном движении хора, в его четырёхдольной поступи чувствуется столь нужная для Символа веры уверенность людей в том, что они говорят. Женская половина хора поёт про Бога-Отца, мужская — про Бога-Сына. Весь хор целиком заявляет, что Бог сошел на землю. Солисты рассказывают историю Иисуса Христа: начинаясь светлым, лёгким сопрано, она уходит в бас и, как положено, затихает там на словах «passus et sepultus est» (страдавший и похороненный). Струнные нетерпеливо дают одну и ту же ноту, наконец всё взрывается в Et resurrexit (и воскрес). Возвращается первый отдел Credo, теперь в виде квартета солистов (Et in spiritum sanctum — И в Святого Духа), который затем переходит в убедительнейшие слова хора о Церкви (Et unam sanctam). В конце помещается традиционное торжественное фугато Amen.
Sanctus удивляет краткостью Benedictus: хотя он исполняется всё-таки солистами, ради достижения полного единства всего номера, Керубини отводит ему лишь шесть тактов. В результате получается мощная светлая молитва, смешение фанфар, литавр и хорового пения, наглядно рисующее картину Осанны в вышних (Osanns in excelsis). Напротив, не входящая в ординарный чин O salutaris hostia, но столь любимая Керубини, чистотой, прозрачностью и почти полным отсутствием оркестра (играют только струнные, причём очень тихо) производимым эффектом напоминает антифоны. Заключительный Agnus Dei весь пронизан идеей мира (pax). Моление о нём начинается уже самой первой мягкой фразой валторн, затем осторожно вступают солисты, затем наконец хор, постепенно всё затухает и разрешается тихим мажорным аккордом, обещающим только хорошее. Керубини показывает, насколько сильно желает покоя и себе, и истощённой Революцией, войнами и переворотами Франции.

## Записи
- Cherubini. Missa solemnis in E (EMI Classics, 2007). Солисты: Р. Цизак (сопрано), М. Пиццолато (меццо-сопрано), Г. Липпер (тенор), И. А. Абдразаков (бас). Хор Баварского радио (хормейстер П. Дейкстра). Симфонический оркестр Баварского радио. Дирижёр Р. Мути. Концертная запись 22—23 июня 2006 г. (Мюнхен).

## Ноты
Партитуры мессы в свободном доступе нет.